# Teichwolframsdorf
Teichwolframsdorf é uma vila e antigo município da Alemanha localizado no distrito de Greiz, estado da Turíngia. Desde 1 de janeiro de 2012, faz parte do município de Mohlsdorf-Teichwolframsdorf.